# Região de Papua

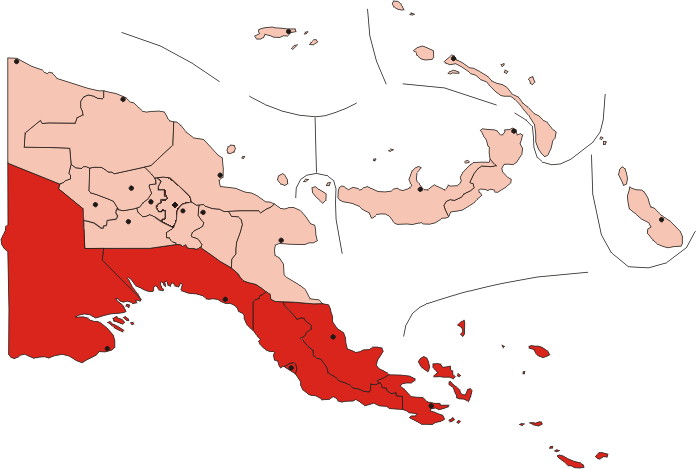
Localização da Região de Papua na Papua-Nova Guiné

A Região de Papua é uma das quatro regiões da Papua-Nova Guiné.
Compreende as seguintes províncias:
- Central
- Província Ocidental
- Distrito da Capital Nacional
- Milne Bay
- Gulf
- Oro